# (6486) 1991 FO
(6486) 1991 FO là một tiểu hành tinh vành đai chính. Nó được phát hiện bởi Eleanor F. Helin ở Đài thiên văn Palomar ở Quận San Diego, California, ngày 17 tháng 3 năm 1991.